# Camponotus tergestinus
Camponotus tergestinus je vrsta mravlje, domnevno razširjena po večjem delu Srednje in Južne Evrope do juga Anatolije v azijskem delu Turčije. Zaradi prikritega načina življenja je bilo doslej najdb le nekaj več kot deset, večinoma posameznih osebkov, zato o njeni biologiji ni znanega skoraj nič.
Vrsto je leta 1921 opisal tržaški biospeleolog Giuseppe Müller po delavki, nabrani blizu Trsta, in matici, ki jo je našel v okolici Lipice v jugozahodni Sloveniji. Šele leta 2016 so bila odkrita prva gnezda, in sicer prav tako blizu Lipice. Po najdbah biologi sklepajo, da je povsem drevesna vrsta, v veliki meri ali izključno vezana na hraste, v duplinah katerih si ustvari gnezdo. Obstajajo tudi indici, da je predvsem nočno aktivna, kar bi lahko pojasnilo majhno število najdb.